# Ристески-Платнар, Благоя
Благоя Ристески-Платнар (макед. Благоја Ристески-Платнар; 5 марта 1949, Прилеп — 20 октября 2004, Прилеп) — македонский прозаик, поэт, драматург, сценарист.

## Биография
В 1975 году окончил философский факультет университета Святых Кирилла и Мефодия в Скопье.
Один из немногих литераторов, писавших драматические тексты в стихотворной форме.
Основные темы его произведений: картины македонского быта, македонские мифы, история и политика Македонии.
Платнар — автор трёх короткометражных документальных фильмов, составивших трилогию: «Алшар», «Нигра сет формоса» и «Горна земја» (1999).
С 2002 был директором культурного центра «Цепенков» в Прилепе .
Автор драм
- «Carcinoma mamae» (1982);
- «Спиро Црне» (1989);
- «Арсениј» (1993);
- «Ибро јаране» (1994);
- «Летни Силјане» (1994);
- «Лепа Ангелина» (1995);
- «Венко» (1998).

Его пьесы были переведены и поставлены на английском, чешском, польском, русском, французском, румынском, сербском, словенском, турецком и болгарском языках.

## Награды
- Приз за лучшую драму на македонском театральном фестивале Vojdan Chernodrinski в .г Прилепа .